# USS New Jersey (BB-62)
USS New Jersey (BB-62) är ett slagskepp av Iowa-klass som tjänstgjorde i USA:s flotta under såväl andra världskriget, Koreakriget och Vietnamkriget.

## Bakgrund
Fartyget är det andra fartyget i amerikanska flottan som fått namn efter delstaten New Jersey och byggdes på örlogsvarvet i Philadelphia. Under sitt första år i aktiv tjänst under andra världskriget tjänstgjorde New Jersey i Atlanten för att under 1944 förflyttas till Stilla havet.
Likt de andra systerfartygen återaktiverades New Jersey under 1980-talet och var det första av slagskeppen i Iowa-klassen som moderniserades och försågs med kryssningsrobotar av typ Tomahawk, som ett led i marinminister John Lehmans målsättning om ett örlogsflotta på 600 fartyg för att möta hotet från Sovjetunionen.
Efter bilbomben mot förläggningen med USA:s marinkårssoldater i Libanon 23 oktober 1983, avfyrades projektiler från New Jerseys 16-tumskanoner i början av december samma år mot mål kring Beirut som vedergällning.
New Jersey tog slutligen ur tjänst 1991, efter totalt 21 års aktiv tjänst.
Slagskeppet utmönstrades ur flottans register 1999 och ligger sedan 7 juli 2001 som museifartyg i Camden, New Jersey.